# Armando Zegrí
Armando Zegrí (1899?-19??) era un escritor chileno vanguardista.
Armando Zegrí es un fantasma para la historia de las vanguardias de los años 10s a 30s. Aun así los rasgos que se conservan lo presentan como un agitador y catalizador de diversos procesos de vanguardias, particularmente del estridentismo mexicano. La viuda de Arqueles Vela y Germán List Arzubide tenían claros recuerdos de él en los años 90s del siglo XX. Se adhirió en los tempranos 20s al Movimiento Estridentista mexicano.
Fue corresponsal de la Revista Horizonte. Fue un activo difusor de movimiento y textos suyos se encuentran en El Universal Ilustrado de la Ciudad de México y en la Revista Horizonte de Xalapa, Veracruz, México.
El libro "Opiniones sobre el libro El Movimiento Estridentista", compilado por Germán List Arzubide, se inicia con una introducción de Zegrí. Se sabe que tuvo varias galerías en Nueva York, donde expuso a artistas de vanguardias, entre ellas la Galería Sudamericana y la Zegri Gallery.
Cuando Germán List Arzubide lleva la bandera capturada por el EDSN del General Augusto C. Sandino en la Batalla de El Chipote a las tropas de ocupación estadounidense, Zegrí le da hospedaje en Nueva York y cuelgan la bandera en la ventana del hotel antes de partir a Fráncfort del Meno.
Parece ser que estuvo en la reunión de los estridentistas en París en 1929 y 1930, donde se encontraban también Arqueles Vela, Germán List Arzubide, Manuel Maples Arce, Germán Cueto y Lola Cueto.
- Datos: Q5644761